# エム・エイチ・グループ
株式会社エム・エイチ・グループ（英: M・H・GROUP Ltd.）は、東京都渋谷区に本社を置く事業持株会社である。

## 概要
フランス発祥の美容サロン最大手「モッズ・ヘア」ブランドのライセンスを用いた美容院の展開や、それに附随するシャンプーなどプロユース向けヘアケア用品の発売などを事業としている。
なお、モッズ・ヘアブランドのヘアケア用品はユニリーバ・ジャパンから日用品扱いで商品展開・発売されており、エム・エイチ・グループはそれを美容サロンで使用・販売する事業を行なっている。
元取締役会長の青山洋一はシャンパンカラーやシーキングザダイヤ等の競走馬を所有する馬主としても知られる。2015年の買収により、青山は辞任し、新会長に中国系企業「剣豪集団」会長の鄭剣豪が就任した。

## 沿革
- 1987年（昭和62年） - 島根県松江市にて青山洋一が運転代行業として創業。
- 1990年（平成2年）4月4日 - 株式会社ビーアイジーグループ設立。携帯電話販売代理業で成功。
- 1999年（平成11年）12月17日 - 日本証券業協会に店頭登録（現・JASDAQ）。
- 2005年（平成17年）8月 - モッズ・ヘアを経営していた会社（株式会社アトリエ・エム・エイチ、株式会社エム・エイチ・ジェイ）を買収。
- 2005年（平成17年）10月 - 中間持株会社として、株式会社エム・エイチ・グループ（初代）を設立。
- 2006年（平成18年）3月 - 株式会社アトリエ・エム・エイチと株式会社エム・エイチ・ジェイが合併。
- 2006年（平成18年）6月 - BNX株式会社を設立。
- 2006年（平成18年）7月1日 - 持株会社制へ移行。移動体通信サービス事業部門を株式会社マイネットラボ（後の株式会社ラッシュネットワーク）に承継。
- 2007年（平成19年）6月 - 株式会社ラッシュネットワークの移動体通信サービス事業部門を事業譲渡（同年9月に吸収合併）。
- 2008年（平成20年）7月 - BNX株式会社を株式会社ジョリーブティックへ社名変更。
- 2009年（平成21年）8月 - 株式会社ジョリーブティックの株式を売却。
- 2009年（平成21年）10月1日 - 株式会社エム・エイチ・グループ（初代）を吸収合併し、株式会社ビーアイジーグループから株式会社エム・エイチ・グループ（2代）に社名変更。東京都渋谷区に本社移転。
- 2010年（平成22年）10月 - 株式会社アトリエ・エム・エイチのフランチャイズ事業・ヘアメイク事業を承継し、事業持株会社となる。
- 2015年（平成27年）6月 - 剣豪集団株式会社を業務執行組合員とする剣豪1号投資事業有限責任組合が、株式公開買付けを実施。創業者の青山洋一などから株式を取得し、親会社となる。